# Leucopogon sonderensis
Leucopogon sonderensis är en ljungväxtart som beskrevs av James Hamlyn Willis. Leucopogon sonderensis ingår i släktet Leucopogon och familjen ljungväxter. Inga underarter finns listade i Catalogue of Life.